# Policarp Malîhin
Policarp Malîhin (* 9. März 1954) ist ein ehemaliger rumänischer Kanute.

## Erfolge
Policarp Malîhin nahm mit Larion Serghei im Zweier-Kajak an den Olympischen Spielen 1976 in Montreal teil und startete mit ihm in zwei Wettbewerben. Über 500 Meter gewannen sie zunächst ihren Vorlauf, ehe sie nach einem dritten Rang im Halbfinale in den Endlauf einzogen. Sie überquerten nach 1:37,43 Minuten hinter Joachim Mattern und Bernd Olbricht aus der DDR sowie Serhij Nahornyj und Uladsimir Ramanouski aus der Sowjetunion als Dritte die Ziellinie, womit sie die Bronzemedaille gewannen. Auf der 1000-Meter-Strecke kamen sie im Vorlauf nicht über den siebten Platz hinaus, gewannen dann aber den anschließenden Hoffnungslauf. Im Halbfinale wurden sie wie schon im ersten Wettbewerb über 500 Meter Dritte, sodass sie erneut das Finale erreichten. Dort belegten sie in 3:34,27 Minuten den siebten Platz.
Bereits 1975 gewann Malîhin mit Larion Serghei bei den Weltmeisterschaften in Belgrad im Zweier-Kajak über 500 Meter die Bronze- und über 1000 Meter die Silbermedaille.